# Annona quinduensis
Annona quinduensis là loài thực vật có hoa thuộc họ Na. Loài này được Carl Sigismund Kunth miêu tả khoa học đầu tiên năm 1821.